# Dayworld
Dayworld (1985) (titlu original Dayworld) este un roman science fiction, primul din trilogia Dayworld scrisă de Philip José Farmer. Acțiunea se petrece într-un viitor distopic, în care criza suprapoluării este rezolvată prin obligativitatea fiecărui om de a trăi doar o zi pe săptămână. Romanul este inspirat de povestirea sa din 1971, „Marți, oamenii sunt sparți, miercuri, oamenii sunt cercuri”.

## Acțiunea romanului
Jeff Caird este un ofițer de poliție și un om de marți, care încalcă legile sistemului Dayworld, devenind spărgător de zi. Astfel, el este stonat în fiecare seară pentru o săptămână întreagă, dar se trezește a doua zi dimineață cu o nouă personalitate: lunea este paznicul din Central Park Will Isharashvili, miercurea Bob Tingle, joia Jim Dunski, vinerea Wyatt Repp, sâmbăta Charlie Ohm, iar duminica părintele Tom Zurvan.
În afara faptului că este spărgător de zi, Caird s-a alăturat immerilor, un grup de rebeli care dorește să schimbe actuala guvernare, infiltrându-se în structurile ei. Nu toți immerii sunt spărgători de zi, așa încât, pentru a trimite mesaje și informații de la o zi la alta, ei au nevoie de oameni cum este Caird, care trec de la o personalitate la alta în cele șapte zile ale săptămânii.
Acest mod de viață presupune acoperirea urmelor și adaptarea la șapte vieți diferite, cu șapte familii, grupuri de prieteni și slujbe diferite. Doar atât și ar fi suficient pentru a înnebuni un om, iar când acest lucru se întâmplă, immerii îl elimină pentru a-i apăra pe restul membrilor. Caird încearcă să scape controlului immerilor, dar aceștia au atât de mulți agenți sub acoperire în orice slujbă, zonă și nivel guvernamental, încât îi este imposibil să reușească. Așa se face că este prins și internat într-un ospiciu, fiind diagnosticat cu personalitate multiplă, declarat incurabil și condamnat la moarte.
Dar Caird pune la punct un plan de evadare.

## Premii
Romanul a fost nominalizat la premiul Locus în 1986 pentru "Cel mai bun roman SF".

## Vezi și
- 1985 în științifico-fantastic